# Orangeville (Illinois)
Orangeville – wieś w Stanach Zjednoczonych, w stanie Illinois, w hrabstwie Stephenson.